# Heerajee Jehangir Manockjee Cursetjee
Sir Heerajee Jehangir Manockjee Cursetjee, britanski general, * 1885, † 1964.